# Johan Vaaler
Johan Vaaler (Aurskog-Høland, 15 marzo 1866 – Oslo, 14 marzo 1910) è stato un inventore norvegese.
Fu responsabile dell'ufficio di Bryns Patentkontor a Kristiania dal 1892. Spesso è erroneamente identificato come l'inventore della graffetta.
Vaaler progettò una specie di graffetta nel 1899 e vi applicò un brevetto il 12 novembre dello stesso anno, che fu concesso il 6 giugno 1901 (brevetto DE 121.067). Presentò anche una domanda di brevetto negli Stati Uniti il 9 gennaio 1901; il brevetto americano gli fu  concesso il 4 giugno 1901.
Vaaler non sapeva dell'esistenza di una più funzionale e pratica graffetta, già in produzione da parte della "Gem Manufacturing Company Ltd", ma non ancora commercializzata in Norvegia. Il suo progetto era meno perfetto di quello britannico. Vaaler probabilmente è riuscito ad ottenere il brevetto, perché le autorità a quel tempo erano molto liberali e premiavano qualsiasi modifica marginale di invenzioni precedenti.
Vaaler divenne noto in Norvegia dopo la Seconda Guerra Mondiale per la sua invenzione. Durante la resistenza all'occupazione tedesca nella seconda guerra mondiale, non potendo i norvegesi indossare spille o simboli distintivi nazionali in seguito a un divieto, iniziarono a indossare le graffette nei risvolti delle giacche come simbolo di resistenza agli occupanti e alle autorità locali naziste. Le graffette avevano lo scopo di indicare la solidarietà e l'unità ("siamo legati insieme"). Il loro simbolismo era ancora più evidente perché le graffette vengono chiamate "leganti" in norvegese. 

La graffetta brevettata da Vaaler nel 1899-1901.